# Мюлдер, Карен
Ка́рен Мю́лдер (нидерл. Karen Mulder; род. 1 июня 1970, Влардинген) — нидерландская супермодель, известная как одна из Ангелов Victoria's Secret.

## Биография
Карен Мюлдер родилась 1 июня 1970 года во Влардингене, Нидерланды. Её отец, Бен Мюлдер, работал налоговым инспектором, а мать, Марейке Мюлдер, секретарь. Также у Карен есть младшая сестра — Саския.
В 1985 году семья отправилась в путешествие на юг Франции, где Карен увидела объявление о конкурсе Elite Model Management «Look of the Year» в Ницце и решила принять в нём участие. Она выиграла национальный тур этого конкурса в Нидерландах, но заняла лишь второе место в финальном туре. Вскоре Мюлдер обнаружила, что пользуется большим спросом в модельном бизнесе и подписала контракт с агентством Elite Paris.

### Карьера
Карен появлялась на обложках журналов моды, таких как Harper's Bazaar, Vogue, Cosmopolitan, Glamour, и ELLE. Она участвовала в рекламных кампаниях 123, Calvin Klein, Celine, Cerruti 1881, Chloe, Christian Dior, Escada, Garnier, Genny, Armani, Guess, Jean Paul Gaultier, Lanvin, Nivea, Ralph Lauren, Swarovski, Valentino, Versace и Yves Saint Laurent. Карен работала на подиуме для Givenchy, Chanel, Christian Lacroix, Nina Ricci, Balmain, Fendi, и Gianfranco Ferrè. Её фотографировали самые знаменитые фотографы моды в мире: Питер Линдберг (Peter Lindbergh), Патрик Демаршелье (Patrick Demarchelier), Брюс Уэбер (Bruce Weber), Марко Главиано (Marco Glaviano), Хельмут Ньютон (Helmut Newton), Стивен Майзэл (Steven Meisel), Ирвин Пенн (Irving Penn), и Артур Элгорт (Arthur Elgort).
Также была одной из Ангелов Victoria's Secret.
В течение многих лет Мюлдер входила в десятку самых высокооплачиваемых моделей в мире. В какой-то момент своей карьеры она, по сообщениям, зарабатывала до 10 000 фунтов стерлингов в день.
В 2000 году она на несколько лет ушла из модельного бизнеса. Затем дебютировала в качестве актрисы во французском короткометражном фильме «Кража одной ночью» в 2001 году.
Карен также стала заниматься музыкой и выпустила альбом, включающий сингл «I Am What I Am», который добился определенного успеха во французских чартах в 2002 году. Сингл достиг 13-го места во Франции, 22-го места в бельгийском регионе Валлония и 81-го места в Швейцарии. В 2004 году она работала с Дэниелом Ченевезом из Niagara над созданием одноименного компакт-диска Karen Mulder.
1 июля 2007 года Малдер снова вышла на подиум на показе коллекции Dior Осень/Зима 07/08 в Париже вместе с Наоми Кэмпбелл, Линдой Евангелистой, Хеленой Кристенсен, Эмбер Валлетта, Шалом Харлоу и Стеллой Теннант.

### Личная жизнь
Карен Мюлдер была замужем за фотографом Рене Босне, довольно долго жила с Жан-Ивом Ле Фюр. У неё также был роман с колумбийским плейбоем и магнатом Хулио Марио Санто-Доминго (1923—2011).
У неё есть дочь Анна, которая родилась 30 октября 2006 года.
В 1995 году она купила замок во Франции и организовала программу по организации отдыха там для детей из малообеспеченных семей.
31 октября 2001 года Мюлдер дала интервью на шоу Tout le monde en parle (Все говорят об этом), которое вел Тьерри Ардиссон перед аудиторией в студии в прямом эфире. Во время записи шоу модель утверждала, что ее насиловали разные люди, в том числе полицейские, политики, члены ее бывшего агентства Elite Model Management и принц Монако Альбер.
Продюсеры шоу не стали транслировать интервью и запись была стерта. Ее родители винили в ее проблемах наркотики.
Несколько дней спустя она повторила свои обвинения, на этот раз еженедельному журналу в интервью, проведенном в ее парижской квартире. Через несколько часов после интервью приехала ее сестра Саския и отвезла ее на Виллу Монсурис, психиатрическую больницу, специализирующуюся на таких расстройствах, как депрессия, тревога и бред, где она пробыла пять месяцев. По сообщениям, пребывание было оплачено президентом Elite Жеральдом Мари, ее работодателем и одним из обвиняемых. (Это произошло после того, как канал Би-би-си заснял Мари на скрытую камеру, когда он пытался дать 15-летней модели 300 фунтов стерлингов за секс.)
10 декабря 2002 года, после долгих лет страданий от хронической депрессии, Мюлдер впала в кому после передозировки снотворного в очевидной попытке самоубийства. Она не оставила никакой записки. Ее срочно доставили в американскую больницу в Нейи после того, как соседи обнаружили ее без сознания на полу парижской квартиры, где она остановилась у друзей. Родители прилетели из Нидерландов, чтобы быть рядом с ней вместе с бывшим женихом Жан-Ивом Ле Фу. Сообщается, что Ле Фур был одним из людей, которые нашли Мюлдер без сознания после прибытия в квартиру после того, как она не ответила на несколько его телефонных звонков. На следующий день она вышла из комы.
1 июля 2009 года стало известно, что Мюлдер была арестована в Париже за угрозу напасть на ее пластического хирурга.